# ذي عفور (بعدان)

تعديل مصدري - تعديل

ذي عفور هي إحدى قرى عزلة جرانة بمديرية بعدان التابعة لمحافظة إب، بلغ تعداد سكانها 436 نسمة حسب تعداد اليمن لعام 2004.